# Kriket
Kríket je moštveni šport, ki ga igrata dve skupini s po enajstimi igralci. Sodobna oblika kriketa se je razvila v Angliji, popularen pa je predvsem tudi v drugih današnjih državah Britanske skupnosti narodov. V nekaterih državah Južne Azije, vključno z Indijo, Pakistanom, Bangladešom in Šrilanko, je kriket daleč najbolj priljubljen šport. Kriket je priljubljen šport tudi v Angliji in Walesu, v Avstraliji, na Novi Zelandiji, v Južnoafriški republiki, Zimbabveju, in v karibskih angleško govorečih državah, ki tvorijo športno konfederacijo, znano kot Karibsko kriketno moštvo.
Novince zlahka zmedeta dolžina igre; v eni od oblik lahko tekmovalno srečanje traja tudi pet dni po šest ur na dan, s številnimi odmori za kosilo in čaj in bogato izrazoslovje, za privržence pa ta šport, skupaj z zagrizenim rivalstvom med najboljšimi državami pomeni, strastno zabavo in občudovanja vredne športne dosežke. Tekme kriketa so v zgodovini vplivale tudi na diplomatske odnose med državami; najbolj znan je diplomatski spor po namernem angleškem ciljanju v telesa nasprotnih avstralskih odbijalcev v sezoni 1932-1933.

## Osnovna pravila kriketa
Ob misli na ta šport se pogosto ustrašimo kompleksnosti in nerazumljivosti pravil, ki pa so v resnici kljub obsežnosti lahko razumljiva. Kriket je igra med dvema moštvoma s po enajst igralci. Glede na dolžino igre obstaja več različic, vendar razen izjemoma, pri časovno neomejeni igri, zmaga tisto moštvo, ki zbere več tekov. Pravila mednarodna kriketna organizacija prilagaja razvoju igre, vendar so v osnovi enaka že več kot sto let.
Igra poteka na travnatem igrišču premera od 137 do 150 metrov, sredi katerega je odbijališče z vratci na vsaki strani. Vratca sestavljajo tri navpične palice s prečkami položenimi na vrh in so visoka 72 in široka 23 cm. Razdalja med vratci je 20 metrov.
Vsako od moštev ima svoje obdobje (innings), v katerem z odbijanjem žogice skuša nabrati čim večje število tekov. Vrstni red igranja kapetana moštev določita z metom kovanca. Moštvo, ki začne z odbijanjem ima naenkrat na igrišču na vsaki strani odbijališča po enega odbijalca, medtem ko so na igrišču vsi igralci nasprotnega moštva. Metalci tega moštva izmenično mečejo po šest metov v nizu, izmenično z ene in druge strani odbijališča in skušajo odbijalcema onemogočiti doseganje tekov, ali ju na več načinov izločiti iz igre.
Da je met veljaven, mora biti žoga odvržena z iztegnjeno roko, nad višino rame in metalec ne sme prestopiti črte 120 cm naprej od vratic. Žogo mora metalec usmeriti tako, da je v dosegu odbijalca, a ne višje od višine njegovih ramen in se lahko pred odbijalcem odbije od tal. Met ki temu ne ustreza, sodnik razveljavi, odbijalčevi ekipi prišteje en tek in metalec mora met ponoviti. Z odličnim metom, ki zaradi hitrosti ali rotacije žogice odbijalcu onemogoči zadeti žogico in ta zadane vratca, ki jih odbijalec brani, lahko metalec neposredno izloči odbijalca iz igre. Obstaja še nekaj najbolj pogostih načinov izločitve odbijalca, če odbito žogico ujame nasprotni igralec, preden se ta dotakne tal, če nasprotno moštvo vrne odbito žogico nazaj do vratic in z njo podre vratca, preden odbijalec priteče do črte 1.2 metra pred vratci, če žogico, ki bi zadela vratca odbijalec ne ustavi s kijem temveč z nogo, ter več manj običajnih, na primer, če odbijalec dvakrat zapored udari žogico, če sam nerodno podre svoja vratca pri odbijanju ali če namerno ovira nasprotnika pri lovljenju.
Odbijalca skušata ostati ostati neizločena in doseči čim več tekov. Žogico želita odbiti čim dlje od odbijališča in med tem, ko jo nasprotniki lovijo, čim večkrat preteči razdaljo med vratci. Vsakič, ko oba pretečeta to razdaljo, preden nasprotniki vrnejo žogico do vrat, zabeležita en tek. Odbijanje nadaljuje odbijalec, ki je pri vratcih, ki jih napada metalec. Če odbijalcu uspe odbiti žogico po tleh čez zunanji rob igrišča, velja to kot štiri teke, če jo tja odbije po zraku pa šest.
Odbijalca ki so ga nasprotniki izločili iz igre, zamenja naslednji član moštva in tako naprej, dokler niso izločeni vsi člani ekipe razen zadnjega, ki ne sam ne more več igrati. Polčas se zaključi in vlogi moštev se zamenjata. Moštvo, ki je prej metalo žogice, začne z odbijanjem in poskuša preseči število tekov, ki jih je doseglo nasprotno moštvo. V primeru, da jim to uspe, si lahko čestitajo za doseženo zmago.
Sodniku pri kriketu ni vedno potrebno samostojno sprejeti odločitve. Če moštvo, ki meče žogice, opazi nepravilnost ali možnost, da bi bil nasprotnikov odbijalec izločen, lahko sodnika na to opozori z vprašanjem »Howzat?«. Ta najbolj poznan kriketaški vzklik je sčasoma nastal iz vprašanja »How's that?« (Kako je to?), ki se je pod vplivom strasti in jezikovnih značilnosti različnih moštev spremenil v današnjo obliko. Le po prejemu tega opozorila lahko sodnik sprejme odločitev, na primer izločitev odbijalca.
Na kriketnih igriščih vladata športno vedenje in red. Med zajetnim svežnjem pravil jih veliko več kot pri ostalih športih govori o primernem odnosu do igre, nasprotnikov, sodnikov in gledalcev. Obnašanje igralcev mora biti vedno v duhu igre (Spirit of the Game), kar pomeni, da je na igrišču in izven njega obvezno športno in spoštljivo obnašanje, brez prerekanj ali agresivnih izpadov pred ostalimi udeleženci igre. V primeru nesporazuma lahko pri sodniku posreduje samo kapetan moštva in pojasni mnenje svojega moštva.
Najlažje in najbolj zabavno je pravila te igre spoznati ob ogledu tekme.

## Kriket v Sloveniji
Mnogi poznavalci športa v Sloveniji so mnenja, da je kriket na Slovenskem nov in zelo redko igran šport. Vendar to ni povsem res.
Prvi Slovenci so kriket zaigrali in to dokumentirali leta 1974 na Koroškem in sicer v Mežici. Borut Čegovnik je tedaj kot dijak s šolskega letovanja v Angliji, kjer je živel pri družini kriketaških navdušencev, domov prinesel nekaj opreme, zbral vaško mladež in jim predstavil kriket. Hitro so osvojili osnove igre, ki jih je kmalu očarala in zasvojila. Svoje znanje so širili s pomočjo tedaj težko dostopnih virov iz tujine, ter iznajdljivo vzdrževali in obnavljali opremo. Do leta 1982 so odigrali 17 turnirjev, vendar so jih pozneje družinski in službeni razlogi začasno odvrnili od igranja. Od takrat je minilo precej let, a njihova strast do tega športa je obstala, zato so se leta 2004 zopet zbrali in danes se lahko pohvalijo s Kriket Klubom Mežica, ki je najuspešnejši klub v kratki zgodovini slovenskih tekmovanj.
Pravi preporod kriketa na Slovenskem se je zgodil leta 1997 v Ljubljani, ko so v Sloveniji živeči tujci, večinoma Angleži, z namenom tekmovanja proti gostujoči ekipi iz Nizozemske, oblikovali moštvo Ljubljane (Ljubljana Cricket Club). Nasledne leto se jim je kot prvi Slovenec priključil Urban Blaznik. V prvih treh letih obstoja so se prijateljsko pomerili z ekipami iz Avstrije, Italije, Švice in Nizozemske. Udeleževali so se turnirjev v sosednjih državah in kljub na novo ustanovljenemu moštvu pogosto uspeli napredovati do polfinalnih in finalnih iger. Prelomna točka se je zgodila ponovno leta 2000, ko je klub vstopil v odprto avstrijsko ligo. Ta je znana po močni konkurenčnosti, saj se je udeležujejo klubi iz celotne srednje Evrope. Istega leta je Slovenija prvič uradno nastopila z državno reprezentanco na Dunajskem Evropskem turnirju petih narodov. Zaradi tesnega poraza s Hrvaško je zasedla peto mesto.
Ljubljansko moštvo vsako leto igra prijateljske tekme z gostujočimi tujimi ekipami ter redno tekmuje v odprti avstrijski ligi. Njihove vrste poleg izkušenih starejših igralcev zapolnjujejo mladi kriketaši iz ostalih slovenskih klubov, ki igrajo tudi v slovenski kriketni ligi.
Eksotičen je bil tudi začetek kriketa v Beli Krajini. Brata Jakofčič sta svoje otroštvo preživljala v Avstraliji in ob povratku domov sta pogrešala igro, ki ju je tam navduševala. Odločila sta se, da bosta tudi v Sloveniji nadaljevala z igranjem kriketa. Privabila sta sorodnike in prijatelje, jih izurila, ter leta 2006 ustanovila klub, ki se je kmalu lahko kosal s preostalimi klubi po Sloveniji.
Leta 2007 so v Mariboru bratje Bohinc pod mentorstvom družinskega prijatelja iz Indije Manisha Vyasa ustanovili kriket klub Maribor. Pod njegovim mentorstvom so pričeli igrati na lokalnem asfaltnem rokometnem igrišču in oblikovali svojevrsten način napadalne igre. Zbrali so dovolj prijateljev, ki jih je igra pritegnila in pridno trenirali. Njihov trud se je obrestoval že leta 2009, ko so zmagali v slovenski ligi in kot edini do sedaj prevzeli primat Mežici.
Kriket Klub Žabarji sta leta 2009 ustanovila Jaša Zidar in Nejc Zupan, kot odraz velikega zanimanja za ta šport med Ljubljančani. Vrste kluba so zapolnili nadobudni novinci ter slovenski igralci, ki so v preteklosti že igrali za Ljubljana C.C.
Po končani sezoni 2010 je imel klub Žabarji, ki so ga ustanovili igralci bivše ekipe Slovencev Ljubljana CC, dovolj igralcev za dve ekipi. Zato se je gorenjski del moštva, pod vodstvom Nejca Zupana odločil, da bodo obnovili delovanje kluba Škofja Loka. Odločitev je bila odraz potrebe mladih slovenskih igralcev, ki so se kriketa učili na osnovni šoli Železniki, in v tem klubu igrajo mladi igralci iz Železnikov, Škofje Loke in Kranja. Kapetanstvo je prvzel mlad računalniški informatik iz Pakistana Ayyaz Ahmed. 
V Pomurju imajo kriket klub Motvarjevci in na Ptuju kriket klub Ptuj, ki ga je v domačem kraju ustanovil Paul Freebairn. Ker ta dva kluba nimata imela dovolj igralcev, sta se dogovorila, da bosta letos v ligi nastopala s skupno ekipo, kar jim je zveza omogočila.
Z letom 2003 se je ljubljanski klub začel z osnovnošolskimi predstavitvami tesneje zavzemati za razvoj mladinskega kriketa po Sloveniji. Od takrat lahko otroci z različnih slovenskih osnovnih šol, na katerih je kriket del pouka športne vzgoje, vsako jesen zaigrajo na kriketnem turnirju.
Leta 2007 so na pobudo igralcev ljubljana Kriket Kluba organizirali prvo slovensko državno prvenstvo. Alasdair Green, Rob Crawford in Brad Eve so po uspešnih letih turnirjev dali pobudo za slovensko kriketno ligo, ki so jo prvič organizirali leta 2009. V njej so igrali izkušeni igralci kriket kluba Mežica, kriket klub Bela Krajina, kriket klub Maribor in ekipa Žabarji, ki so jo sestavljali mladi slovenski igralci z Ljubljane.
Slovenska kriketna reprezentanca odmevnejših mednarodnih uspehov do sedaj še ni zabeležila. Kriketno moštvo Slovenije je do sedaj igralo na treh evropskih prvenstvih. Leta 2004 v Sloveniji, leta 2008 v Belgiji in leta 2009 na Cipru. Letos smo ponovno gostili evropsko prvenstvo divizije 3 formata 20/20 na domačih tleh in sicer med 11. in 14. majem 2011 v Smledniku in avstrijski Vrbi oziroma Veldnu. Slovenska reprezentanca je zasedla 3. mesto.
V Sloveniji so trenutno štiri igrišča namenjena izključno igranju kriketa, v Valburgi pri Smledniku, Črnomlju, Mežici in Motvarjevcih v Prekmurju.